# Saute-Bébé
 (octobre 2024).

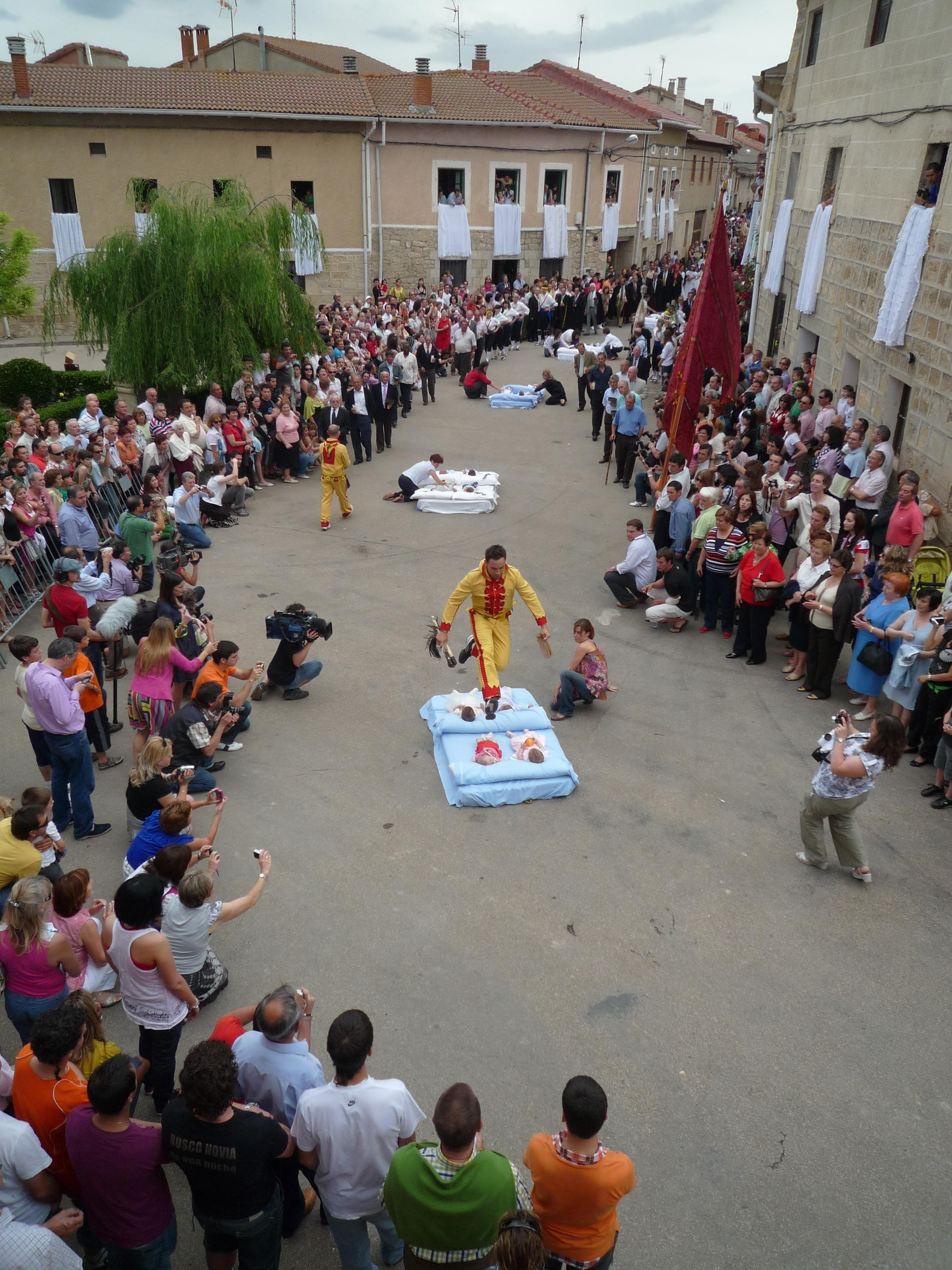
Au centre, en jaune, el Colacho

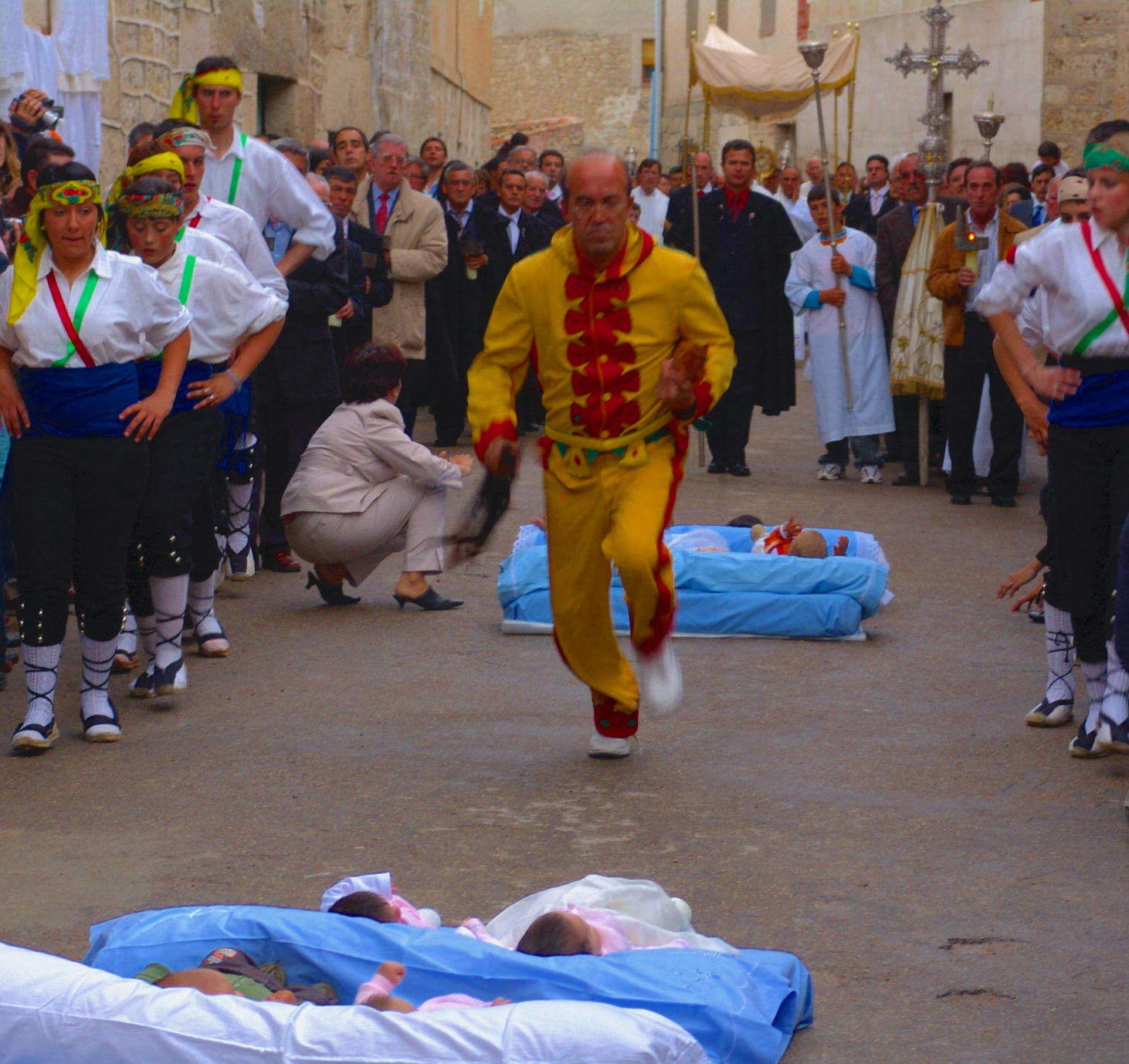
El Colacho

Le saute-bébé (en espagnol : El Colacho) est une fête traditionnelle espagnole datant de 1620. Elle se déroule chaque année afin de célébrer la fête catholique de la Fête-Dieu à Castrillo de Murcia, un village de la municipalité de Sasamón dans la province de Burgos,.

## Description
Durant cet évènement, connu sous le nom d'El Salto del Colacho (le saut du diable) ou simplement El Colacho, des hommes déguisés en Diable (connu sous le nom de Colacho), costumes rouges et jaunes, sautent par-dessus les nouveau-nés au cours des douze mois précédents alors allongés sur des matelas dans la rue. Les « diables » tiennent dans leurs mains des fouets et des castagnettes surdimensionnées tandis qu'ils sautent par-dessus les nourrissons. Antérieurement au début du saut, les diables provoquent les spectateurs présents jusqu'à l'arrivée des batteurs (« atabaleros » en espagnol). Ces hommes pieux signalent le début du saut, qui représente les démons chassés et en chemin. Ils sautent par-dessus les bébés, absorbant leurs péchés, et emportant ces péchés avec eux.
La Confrérie du Saint-Sacrement de Minerve (es) organise des festivités qui durent toute une semaine et qui culminent le dimanche lorsque le Colacho saute par-dessus les bébés sur les matelas placés sur le parcours du cortège qui traverse la ville.
Les origines de cette tradition sont inconnues, mais on dit qu'elle élimine le péché originel des bébés, leur assurant un passage sûr dans la vie et les protégeant contre la maladie et les mauvais esprits. Le pape Benoît XVI a demandé aux prêtres espagnols de se distancer d'El Colacho, car l'Église enseigne que le péché originel est purifié par le baptême,.

## Colacho au Costa Rica
En tant que tradition de Noël sans rapport, El Colacho (abréviation de Nicolacho ou Saint Nicolas) est la version costaricaine du Père Noël.